# Sedlecké prášky

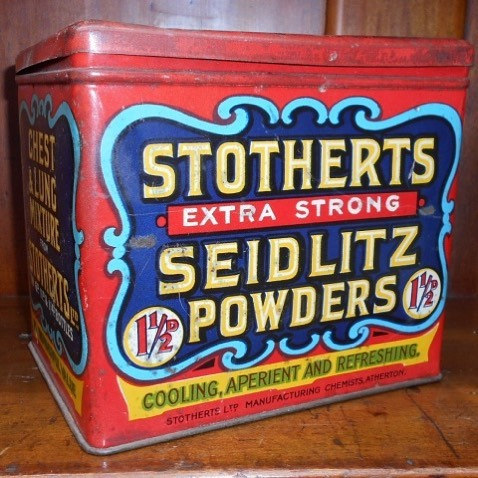
Plechovka z 19. století

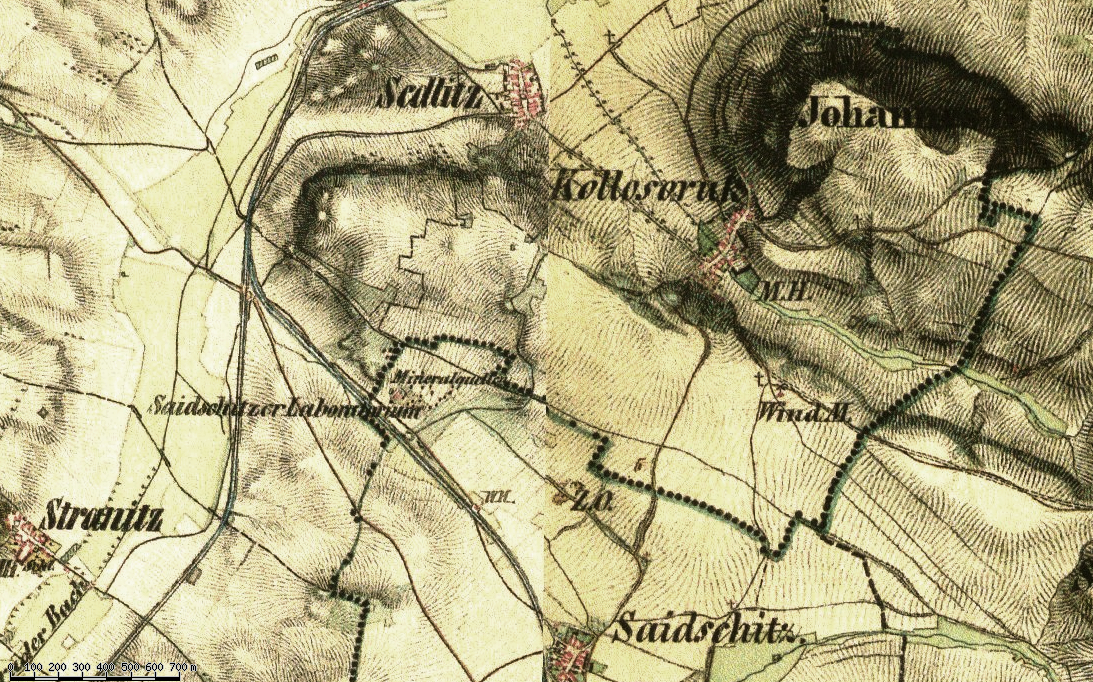
Hořkosolné pásmo Korozluky, Vtelno, Zaječice, Sedlec na mapě z 19. století

Sedlecké prášky (anglicky Seidlitz powders) je historické označení farmaceutického přípravku využívaného jako projímadlo.
Autorem patentu je londýnský lékárník Thomas F. Savory, který ve své londýnské laboratoři na New Bond Street, No. 136 připravil v roce 1815 recept na výrobu napodobeniny Sedlecké (Zaječické) hořké soli. Ve svém patentu Savory tvrdí, že přípravek disponuje stejnými vlastnostmi jako sůl ze Sedlece u Mostu, což bylo vyvráceno až téměř po sto letech. Receptura se stala mimořádně oblíbená a farmaceutické firmy celého světa využívaly dobrého jména Sedlecké hořké vody při prodeji tohoto přípravku.